# Кам'янська волость (Старобільський повіт)
Кам'янська волость — історична адміністративно-територіальна одиниця Старобільського повіту Харківської губернії із центром у слободі Кам'янка.
Станом на 1885 рік складалася з єдиного поселення, єдиної сільської громади. Населення — 3260 осіб (1666 чоловічої статі та 1594 — жіночої), 537 дворових господарства.
|                     | Площа, десятин | У тому числі орної, дес. |
| ------------------- | -------------- | ------------------------ |
| Сільських громад    | 6936           | 5347                     |
| Приватної власності | 3550           | 450                      |
| Казенної власності  | 5576           | 3877                     |
| Іншої власності     | 50             | 50                       |
| Загалом             | 16112          | 9724                     |

Поселення волості станом на 1885:
- Кам'янка — колишня державна слобода при річці Кам'янка за 55 верст від повітового міста, 3257 осіб, 537 дворових господарства, православна церква, школа, 2 лавки, базари, 2 ярмарки на рік.

Найбільше поселення волості станом на 1914 рік:
- слобода Кам'янка — 4565 мешканців.

Старшиною волості був Мусій Микитович Приколотин, волосним писарем — Михайло Григорович Сохин, головою волосного суду — Петро Тимофійович Геращенко.